# John Pople
John Anthony Pople (Burnham-on-Sea, 31 de octubre de 1925-15 de marzo de 2004), fue químico y matemático inglés, galardonado con el premio Nobel de Química en 1998.

## Biografía
Vivió hasta después de la Segunda Guerra Mundial en Somerset. A partir de los doce años se interesó por las matemáticas. Ingresó con una beca en la Universidad de Cambridge en 1943, donde se graduó en matemáticas en 1946 y se doctoró en química en 1951.
Se trasladó a Estados Unidos en la década de 1960 donde residió el resto de su vida.
En 1961 fue nombrado miembro de la Royal Society de Londres y en 2003 fue nombrado sir por parte de la reina Isabel II del Reino Unido.
Finalmente, John falleció el 15 de marzo de 2004 en su residencia de Sarasota, situada en el estado estadounidense de Florida.

## Investigaciones científicas
Su primera contribución fue una teoría de los cálculos aproximados de los orbitales moleculares sobre sistemas de enlace pi en 1953. Esta teoría fue idéntica a la desarrollada por Rudolph Pariser y Robert Parr el mismo año, motivo por el cual fue denominada método Pariser-Parr-Pople.
Interesado en la química cuántica desarrolló métodos de computación cuánticos, en los cuales basó el programa informático Gaussian. A través de este tipo de métodos se desarrolló la llamada química computacional, que permite investigar las propiedades de las moléculas en los procesos químicos.
En 1998 fue galardonado con la mitad del Premio Nobel de Química por el desarrollo de métodos computacionales de química cuántica. La otra mitad del premio recayó en el físico estadounidense Walter Kohn por el desarrollo de la teoría funcional de la densidad.